# چادر زین
چادُرِ زین (Diaphragma sellae) پرده کوچکی از سخت‌شامه کف جمجمه است که سطح حفره زین ترکی Sella turcica را می‌پوشاند و هیپوفیز در زیر آن پنهان است. بنا بر این از طریق یک سوراخ کوچک که در مرکز چادر زین وجود دارد اتصال ساقه هیپوفیز با سایر قسمت‌های هیپوتالاموس حفظ می‌شود.
انتهای پیشین (قدامی) کناره آزاد چادر مخچه Tentorium cerebelli آنقدر به جلو امتداد می‌یابد تا ضمن اتصال به زواید کلینوئید clinoid process پیشین در استخوان اسفنوئید sphenoid، چادر زین را از دو سو محدود نماید.
چادر مخچه دارای سطحی تیز است زیرا از جنس سخت شامه است بنابراین در اثر تصادفات شدید که باعث جابجایی مغز می‌شود یکی از علل مرگ مغزی یا brain death می باشد.